# Patine

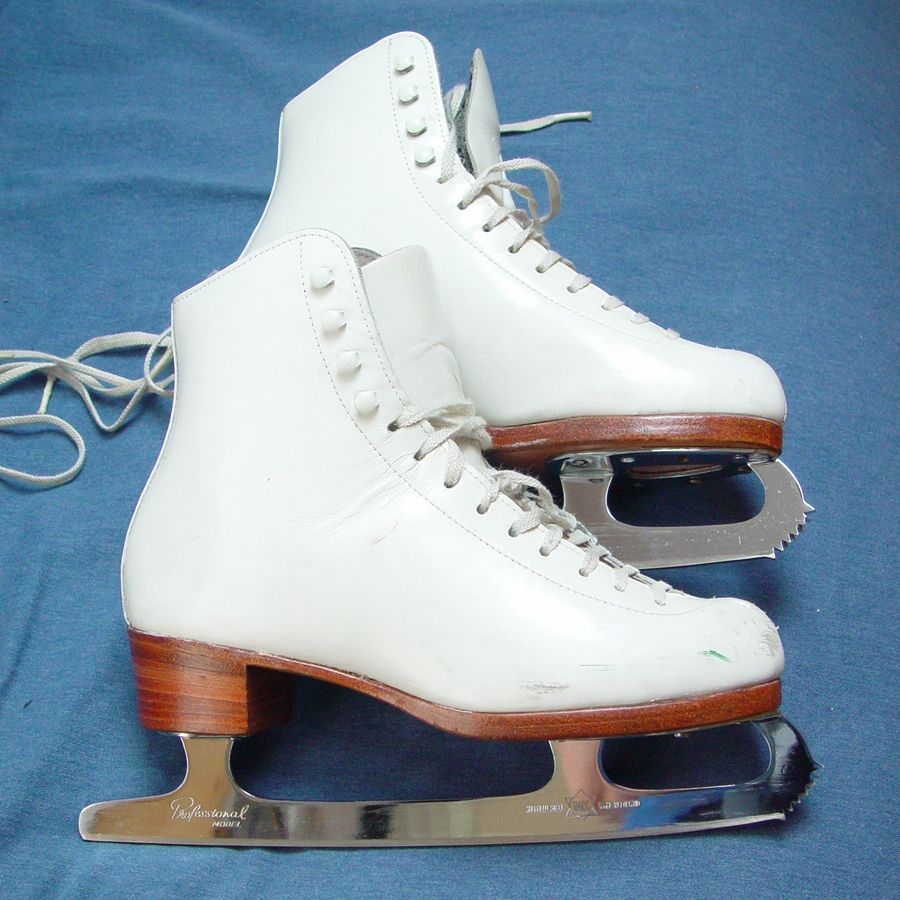
Pereche de patine

Patinele sunt pantofi care au atașate câte o lamă de metal în partea de jos și care sunt folosiți pentru a propulsa pe o suprafață cu gheață.
Ele sunt folosite în sporturi precum hochei sau în patinaj viteză sau patinaj artistic.